# 漩阿地螺属
漩阿地螺属（學名：Diniatys）是頭楯目長葡萄螺科之下一個海螺的属。

## 分類
本屬原為阿地螺屬之下的一個亞屬，後來獨立成為一個屬。本屬原為阿地螺科的成員，後來隨同阿地螺科合併到長葡萄螺科。

## 分佈
本屬物種分佈於印度洋-太平洋海域。

## 物種
本屬包括下列各物種：
- Diniatys callosa (Preston, 1908)
- Diniatys dentifer（荷兰语：Diniatys dentifer） (A. Adams, 1850)：模式產地位於法属波利尼西亚土阿莫土群岛[3]的南馬魯特阿環礁（舊稱作）[4]。殼長10 mm，是一個食草动物物種，以藍綠藻的Lyngbya majuscula（英语：Lyngbya majuscula）、Schizothrix屬及Hormothamnion屬物種為食。
- Diniatys dubius（荷兰语：Diniatys dubius） (Schepman, 1913)
- 单齿阿地螺 Diniatys monodonta (A. Adams, 1850)：見於日本及中國大陸[2]海域。模式產地位於婆羅洲的海岸[4]。
- Diniatys truncatulus (Schepman, 1913)

## 外部連結
- 維基物種上的相關：漩阿地螺属